# Plombs de sécurité
Les plombs de sécurité sont un dispositif de sécurité de dernier recours pour sous-marin. Lorsque le sous-marin est victime d'une importante voie d'eau, s'alourdit et menace de couler au fond, le largage des plombs de sécurité, pesant plusieurs tonnes, permet au bâtiment de s'alléger instantanément et de remonter à la surface.

## Usages connus
- La Flore a dû larguer ses plombs de sécurité à la suite d'une avarie.